# Йостхамар
Йостхамар (на шведски: Östhammar) е град в източна централна Швеция, лен Упсала. Главен административен център на едноименната община Йостхамар. Разположен е на западния бряг на Ботнически залив. Намира се на около 110 km на североизток от столицата Стокхолм и на около 60 km на североизток от Упсала. Получава статут на град през 1368 г. Има малко пристанище. Риболовът е основен отрасъл в икономиката на града. Населението на града е 4534 жители според данни от преброяването през 2010 г.